# Victory Tour
De Victory Tour van The Jacksons was de laatste tournee van de groep, waarmee ze in 1984 door de Verenigde Staten en Canada toerden.
De tour begon op 6 juli in Kansas City en eindigde op 9 december in Los Angeles. De tour bestond uit 55 concerten die door ongeveer 2 miljoen fans werden bijgewoond. De naam komt van het gelijknamige album dat The Jacksons toen hadden uitgebracht: Victory, maar geen enkel nummer van dit album stond op de setlist. De tour zou zo'n $ 75 miljoen dollar hebben opgebracht en brak daarmee toen het record voor tour met de grootste opbrengsten. Michael Jackson doneerde al zijn opbrengsten ($ 5 miljoen dollar) aan drie goede doelen: de T.J. Martell Foundation for Leukemia and Cancer Research, het United Negro College Fund en het Ronald McDonald Camp for Good Times.

## Setlist
De setlist bevatte nummers van de Jacksons albums Destiny en Triumph, maar ironisch genoeg niet van Victory. Op de lijst stonden ook enkele nummers die Michael en Jermaine solo hadden uitgebracht, waaronder nummers van Michaels Off the Wall en Thriller.
Eddie Van Halen stond tijdens het concert in Dallas, Texas met Michael en zijn broers op het podium om zijn bekende solo uit Beat It te spelen.
1. "Wanna Be Startin' Somethin'"
2. "Things I Do for You"
3. "Off the Wall"
4. "Human Nature" (met "Ben" intro)
5. "This Place Hotel"
6. "She's out of My Life"
7. "Let's Get Serious" - Jermaine
8. "You Like Me, Don't You?" - Jermaine
9. "Tell Me I'm Not Dreamin' (Too Good to Be True)" - Duet Jermaine en Michael
10. Jackson 5 Medley:
  1. "I Want You Back"
  2. "The Love You Save"
  3. "I'll Be There"
11. "Rock with You"
12. "Lovely One"
13. Interlude
14. "Workin' Day and Night"
15. "Beat It"
16. "Billie Jean"
17. "Shake Your Body (Down to the Ground)"